# Góra Zabawa
Der Góra Zabawa (deutsch Festberg) ist ein Berg in Polen. Mit einer Höhe von 823 m n.p.m. ist er einer der niedrigeren Berge im Barania-Kamm in den Schlesischen Beskiden. Der Gipfel gehört zum Gemeindegebiet von Milówka. Der Name soll daher rühren, dass Räuber in den Wäldern seiner Hänge hausten und nach erfolgreichen Raubzügen dort Feste feierten.

## Tourismus
- Auf den Gipfel führt ein markierter Wanderweg von der Stadt Wisła aus.